# Радио Теос
Радио Теос — независимое христианское межконфессиональное разговорное радио.

## История
Радиостанция основана Евгением Недзельским, впервые вышла в эфир 20 января 1993 года в Санкт-Петербурге.
Среди ведущих были преподаватели СПбДА. На протяжении многих лет с радиостанцией сотрудничал архиепископ Михаил (Мудьюгин).
В 2002 году главный редактор радио Евгений Недзельский был удостоен национальной премии «Радиомания-2002» в номинации «Главный редактор — программный директор».
В феврале 2003 года Недзельский покинул пост главного редактора после обвинений в сексуальной связи с большинством сотрудниц радиостанции, а сама радиостанция была приобретена Ассоциацией христианского вещания «Радиоцерковь».
С 17 апреля 2016 года прекращено вещание в Москве и Санкт-Петербурге на частотах средних волн 1134 kГц и 1089 kГц в связи с полным переходом на онлайн-вещание.

## Передачи
- По страницам Библии — беседы по мотивам проповедей доктора Вернона Макги
- День Добрый! — психологическое и развлекательное ток-шоу
- Формула семьи — ответы семейных психологов на вопросы в прямом эфире
- Раскадровка — обзор новинок кинопроката, интервью и истории создания фильмов
- Эпиграф — встречи с издателями, писателями и литературными критиками
- Глас народа — аналитическая передача на основе блиц-опросов